# Hisao Tani

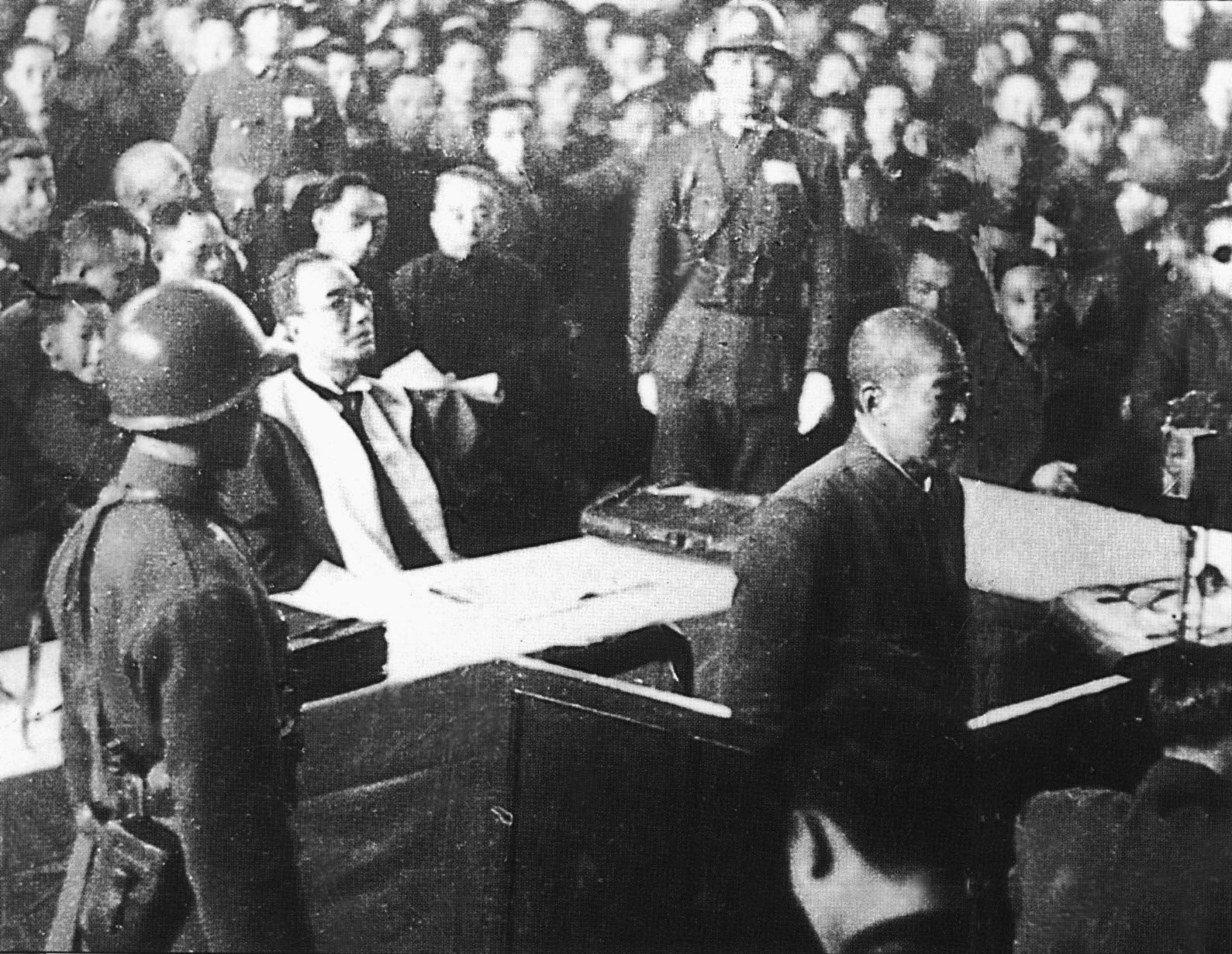
Hisao Tani au tribunal des crimes de guerre de Nankin.

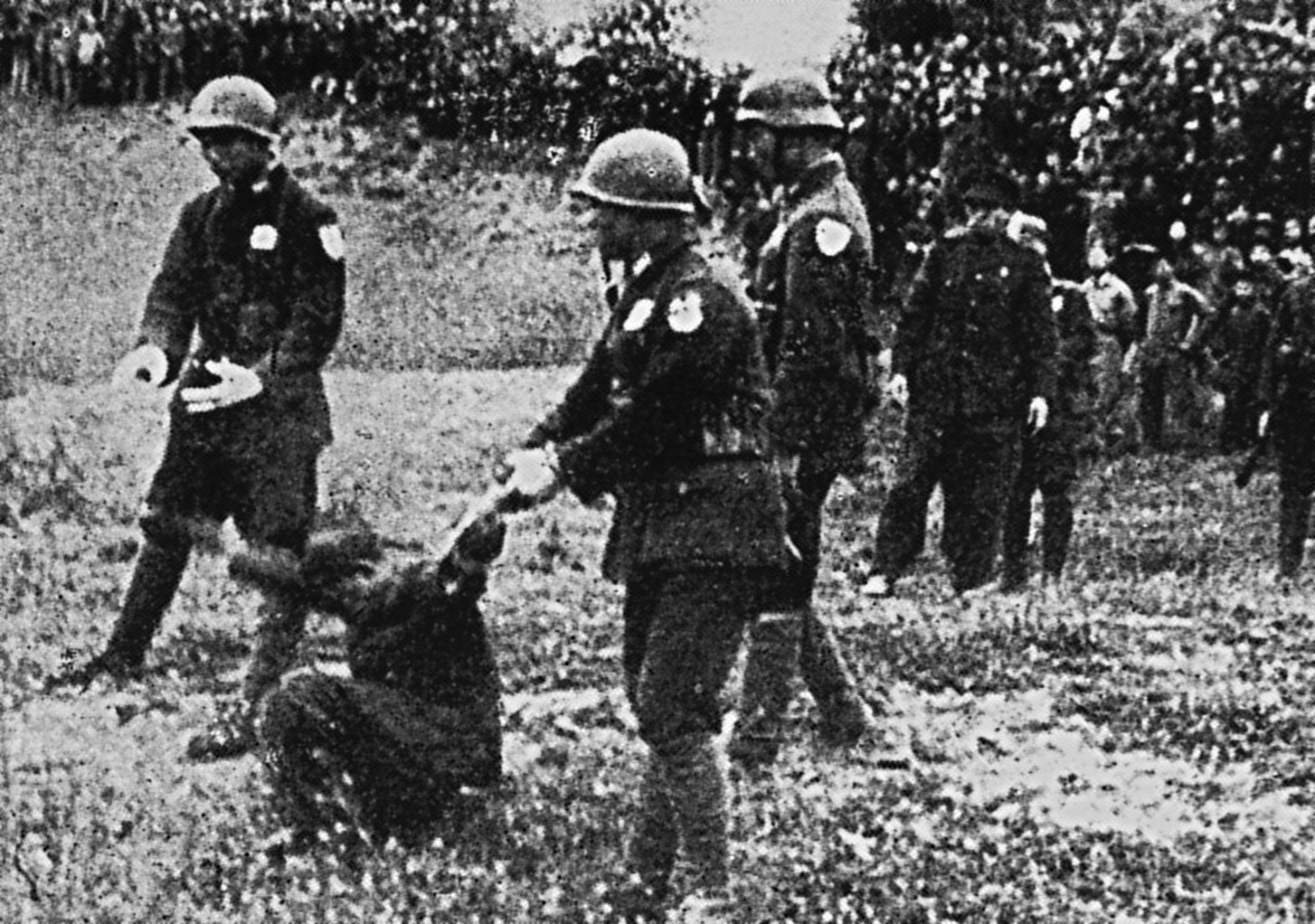
Exécution de Hisao Tani devant les portes sud de Nankin.

Hisao Tani (谷 寿夫, Tani Hisao) (22 décembre 1882 - 26 avril 1947) est un général de l'armée impériale japonaise qui fut impliqué dans le massacre de Nankin de 1937. Après la guerre, il est extradé en Chine pour être jugé au tribunal des crimes de guerre de Nankin. Il est exécuté peu de temps après par la justice chinoise.

## Biographie
Né dans la préfecture d'Okayama, Tani sort diplômé de la 15e promotion de l'académie de l'armée impériale japonaise en 1903 puis de la 24e promotion de l'école militaire impériale du Japon. Il est nommé sous-lieutenant dans le régiment d'infanterie de la garde impériale durant la guerre russo-japonaise. Par la suite, il est posté au Royaume-Uni en tant qu'attaché militaire de 1915 à 1918, période durant laquelle il est observateur officiel du gouvernement japonais sur le front de l'Ouest de la Première Guerre mondiale. De retour au Japon, il est affecté de 1922 à 1924 au 6e régiment de la 3e division.
En 1924, il devient instructeur à l'école militaire impériale et ses textes sur la stratégie et la tactique militaire durant la guerre russo-japonaise sont insérés dans le programme. De 1929 à 1932, Tani est affecté à divers postes de l'État-major de l'armée impériale japonaise, et en 1932, il est nommé président de l'investigation militaire. En 1933, il prend le commandement de la 2e brigade de la garde impériale, et en 1934, il devient commandant de la forteresse de la baie de Tokyo, puis commandant du 9e dépôt de carburant en 1935.
De 1935 à 1937, il sert comme commandant de la 6e division qui est affectée dans l'armée expéditionnaire japonaise de Chine en décembre 1937 sous la direction du général Iwane Matsui. Sa division combat en Chine du Nord durant l'opération de la voie ferrée Pékin-Hankou. Suivant la 10e armée vers le Sud, elle participe à la fin de la bataille de Shanghai et à la bataille de Nankin.
De retour au Japon fin 1937, Tani devient commandant-en-chef de l'armée du district central jusqu'en 1939 quand il est placé dans la réserve puis se retire. En 1945, vers la fin de la Seconde Guerre mondiale, Tani est rappelé au service et reçoit le commandement de la 59e armée et de l'armée du district de l'Ouest.
Après la reddition du Japon, le gouvernement du Kuomintang demande que Tani soit extradé en Chine pour être jugé au tribunal des crimes de guerre de Nankin. Il nie d'abord toutes les accusations qui pèsent sur lui, accusant à sa place des soldats coréens de l'armée impériale japonaise.
Cependant, d'après le témoignage de centaines de survivants ainsi que de plusieurs étrangers réfugiés dans la zone de sécurité de Nankin, comme Miner Searle Bates (en) de l'université de Nankin, il est reconnu coupable d'avoir incité à commettre le massacre, en inspirant et encourageant les hommes sous son commandement à exécuter des massacres généraux de prisonniers de guerre et de non-combattants et à perpétrer des crimes tels que le viol, le pillage et la destruction délibérée de biens, pendant la bataille de Shanghai, la bataille de Nankin, et le massacre de Nankin. Il est exécuté le 26 avril 1947.